# Bermoothes Insula
La Bermoothes Insula è una struttura geologica della superficie di Titano.